# 旧阿尔扎迈市镇
旧阿尔扎迈市镇（俄语：Староалзамайское муниципальное образование）是俄罗斯联邦伊尔库茨克州下乌金斯克区所属的一个市镇。其下辖有个居民点，行政中心为旧阿尔扎迈。据2016年统计，该市镇的人口为426人。